# Ebola (banda)
Ebola (อีโบล่า) é uma banda de rock tailandesa, formada em 1996, em Banguecoque, na Tailândia. Ebola lançou seu primeiro álbum ao vivo, Ebola Live, sob a distribuição da Warner Music Tailândia, em 2002.[carece de fontes?]
Em 2010, Ebola lançou seu sexto álbum de estúdio, intitulado 5:59. O álbum continha singles como "Aow Hai Tai" (เอาให้ตาย - To The Death) e "Wan Tee Mai Mee Jing" (วันที่ไม่มีจริง - The Day That Doesn't Exist).[carece de fontes?]
Em 2013, sétimo álbum de estúdio, Still Alive (EP: 2013), foi lançado pela mesma gravadora, a Warner Music.

## Discografia
- E.P.97 (Demo) (1997)
- In My Hate (1999)
- Satisfy (2001)
- Pole (2004)[2]
- Enlighten (2005)[3]
- The Way (2007)[4]
- 5:59 (2010)
- Still Alive (EP: 2013) (2013)

## Álbuns ao vivo
- EBOLA LIVE (2002)
- SURVIVOR CONCERT (2006)